# Abbaye Notre-Dame-de-l'Assomption de Flabémont
Pour les articles homonymes, voir Abbaye Notre-Dame.
L'abbaye Notre-Dame-de-l'Assomption de Flabémont est une ancienne abbaye qui appartenait à l'ordre des prémontrés. Elle était située sur la commune de Tignécourt dans le département des Vosges en région Grand Est.

## Historique
L'abbaye est fondée dans le diocèse de Toul un peu avant 1140 par Gui d’Aigremont, de la famille des seigneurs de Deuilly, sur son fief de Flabémont. Il reçoit l’agrément de Hugues Ier de Vaudémont.
Il fait appel à l'abbé Philippe de l'abbaye de Belval au Bois-des-Dames de l’ordre  des prémontrés pour envoyer des chanoines à Flabémont. L'abbé Philippe y consent et met à sa tête un certain Étienne qui devient le premier abbé de Flabémont. L'abbaye est construite sur une colline appelée La Montagne. En 1140, l’évêque de Toul Henri de Lorraine confirme sa fondation et les donations qui lui sont faites. Dans la charte de fondation on peut lire : "Pour la tranquillité et la paix de cette nouvelle colonie Henri, par la grâce de Dieu, Évêque de Toul, sanctionne, confirme et approuve, tant pour le présent que pour l'avenir, la donation des biens faite à cette abbaye afin que ses religieux en aient la possession stable et incontestée.". En 1148, une confirmation générale est faite par le pape Eugène III.
L'ordre des prémontrés suit une tradition de règle qu’il partage avec celui de l'ordre cistercien. L'ordre multiplie ses abbayes 
par filiation. Flabémont, fille de Belval au Bois-des-Dames, devient la mère vers 1145 des abbayes de Bonfays et d’Etival.
Lorsque l'abbaye est devenue habitable, l'abbé Étienne fait construire non loin de celle-ci, vers le sud, un couvent pour des religieuses du même ordre, appelé La grange des Dames. Mais le manque d'eau se faisant bientôt ressentir à l'abbaye des hommes, les moines décident de la reconstruire plus bas, dans la vallée de Begnival. Elle conserve néanmoins le nom de Flabémont en l'honneur de sa première fondation sur La Montagne (Mons Flatus Boni).
Les archives de l’abbaye permettent de savoir que les donations et les héritages sont nombreux jusqu’au milieu du XIVe siècle de la part des évêques de Toul, des ducs de Lorraine, des comtes de Vaudémont, des seigneurs de Deuilly, des seigneurs d’Aigremont et des seigneurs de Jonvelle.
En 1311, le prieuré de Bonneval que Flabémont avait reçu du prieuré d'Hérival au cours du XIIe siècle, lui est rétrocédé par l’abbé Gérard de Serocourt.
Peu de renseignements nous sont parvenus sur la vie intérieure de l’abbaye. Le régime de la commende y pénètre avec l'abbé Anne de Châtelet au début du XVIe siècle. Flabémont devient l’objet de convoitises pendant plus d'un siècle. Cette situation perdure jusqu'à l'abbé François de Brunessaulx, abbé de Rangéval, qui réussit à départager les derniers prétendants René du Châtelet et Charles de Vaudémont en 1612. En effet, moyennant une pension à chacun, il obtient seul l’abbaye.
Au début du XVIIe siècle, l'abbé de Sainte-Marie-au-bois à Vilcey-sur-Trey, Servais de Lairuelz, est l'initiateur de la réforme de l'ordre, appelée également « réforme de Lorraine ». Cela entraîne dans sa « communauté de la primitive rigueur » une quarantaine d'établissements de prémontrés dont l'abbaye de Flabémont en 1634 sous l’abbé François de Brunessaulx.
L'abbaye est saccagée pendant la guerre de Trente Ans par le passage des Suédois en Lorraine en 1640, sous l'abbatiat de Philippe de Landres.
Le régime de la commende fait son retour avec les abbés de la famille de Brisacier de 1644 à 1750, à l'exception de Charles Crolot, abbé régulier de 1728 à 1740 et procureur général de la congrégation.
Les chanoines sont expulsés en 1790 au moment de la Révolution française, et l'abbaye est vendue comme bien national le 8 janvier 1793 pour 17 700 livres à Joseph Mauroy, manouvrier à Tignécourt. Elle est ensuite progressivement détruite.
Aucun élément de l'abbaye ne fait actuellement l'objet d'une inscription ou d'un classement au titre des monuments historiques.

## Description
L'abbatiale romane du XIIe siècle suit un plan de type bernardin. Elle semble se distinguer par la qualité de son architecture avec ses trois vaisseaux et ses dix travées. Deux tours situées de part et d'autre du chevet, autorisées par les prémontrés, complétaient l'ensemble. À la fin du XVe siècle, l'abbé Antoine Miquel installe des stalles avec des images de saints au dossier de chacune d'elles. Au XVIIe siècle, l'abbé François de Brunessaulx fait ajouter un orgue et divers bâtiments.
Après le saccage de l'abbaye par les Suédois en 1640, il semble que la reconstruction s'effectue assez rapidement dans la seconde moitié du XVIIe siècle sous l'abbatiat de Laurent Brisacier. Les travaux de restauration, d'embellissement et d'agrandissement se poursuivent tout au long du XVIIIe siècle.
Au XVIIIe siècle, l'abbaye a approximativement un plan carré. Autour de la cour commune et de la Grande cour qui forment un carré central, on trouve les dépendances à l'ouest et au nord (fermes, moulin, pressoir), les bâtiments des religieux à l'est (hôtel abbatial, abbatiale, cimetière, cloître, maison des religieux), et la basse cour des religieux au sud avec ses propres bâtiments (hallier, pressoir, moulin, huilerie).
Il ne reste que peu de choses de l'abbaye de Flabémont de nos jours. On peut répertorier : 
- la Grande porte de l'abbaye, gravée en 1749, qui servait de portail à la grande cour
- une petite porte à gauche de la Grande que les religieux prenaient pour se rendre à l'abbatiale
- une porte d'entrée pour l'ancien parc d'agrément
- la majeure partie de la basse cour : vestiges d'un pressoir, d'un hallier (hangar), d'un moulin, d'une huilerie
- les fermes au nord et à l'ouest de l'abbaye, remaniées aux XIXe siècle et XXe siècle
- l'aménagement hydrauliques (canalisations)
- un blason et une Vierge du XVIIe siècle dans une niche d'une maison du hameau
- quelques pierres sculptées disséminées dans plusieurs bâtiments du hameau
- le cimetière des religieux
- une fontaine

Les meubles et objets de l'abbaye sont dispersés à partir de la Révolution française. On peut trouver aujourd'hui la chaire à l'église Saint-Epvre de Harol ; le tabernacle et des reliquaires en bois doré à l'église Saint-Maurice de Mandres-sur-Vair...
L'association Saône-Lorraine a rédigé deux panneaux pour les visiteurs (que l'on peut voir dans la galerie d'images ci-dessous) : un bref historique sur le premier (qui présente d'importantes lacunes dans son état de 2015, dues aux intempéries) et un plan de 1789 sur le second (encore bien conservé). Voici ce qu'on peut lire sur le premier (les points d'interrogation remplacent ce qu'il est impossible à déchiffrer, d'où des soucis de compréhension de certaines phrases) : "L'abbaye de Flabémont fut fondée en 1132 par Gui d'Aigremont et protégée par les sires du château de Deuilly. Établis à l'origine sur une hauteur proche de ces lieux, les moines prémontrés recherchèrent l'eau et arrivèrent ici, au lieu-dit Baigneval, où ils restèrent six siècles. Le monastère, richement doté comme Morimond, devint la convoitise des seigneurs voisins (?) à partir du XVIe siècle. Le point culminant (?) que pendant la guerre de 30 ans (?) Restauré puis agrandi au XVIIIe siècle (?) dans la basse cour), il fut (?) de Deuilly et du chevalier de Senecterre, tué au siège de la Mothe en 1634), furent rasés au XIXe siècle ; l'orgue fut saccagé. Seuls (?) et le plan du panneau perpétuent le souvenir d'une abbaye qui était riche et la plus enviée du Bassigny-Barrois-Mouvant"

## Galerie d'images

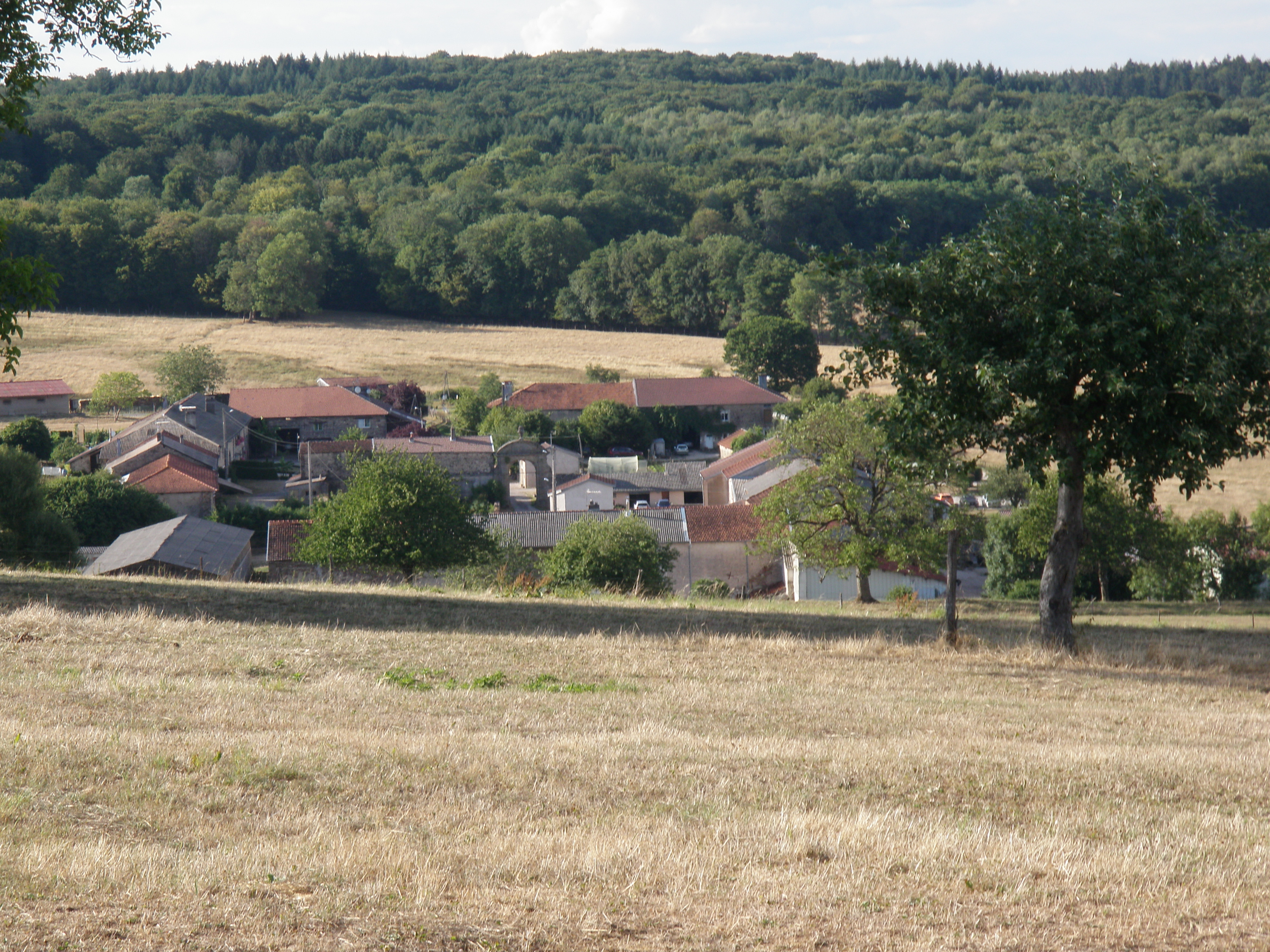
Vue générale sur le hameau de Flabémont.
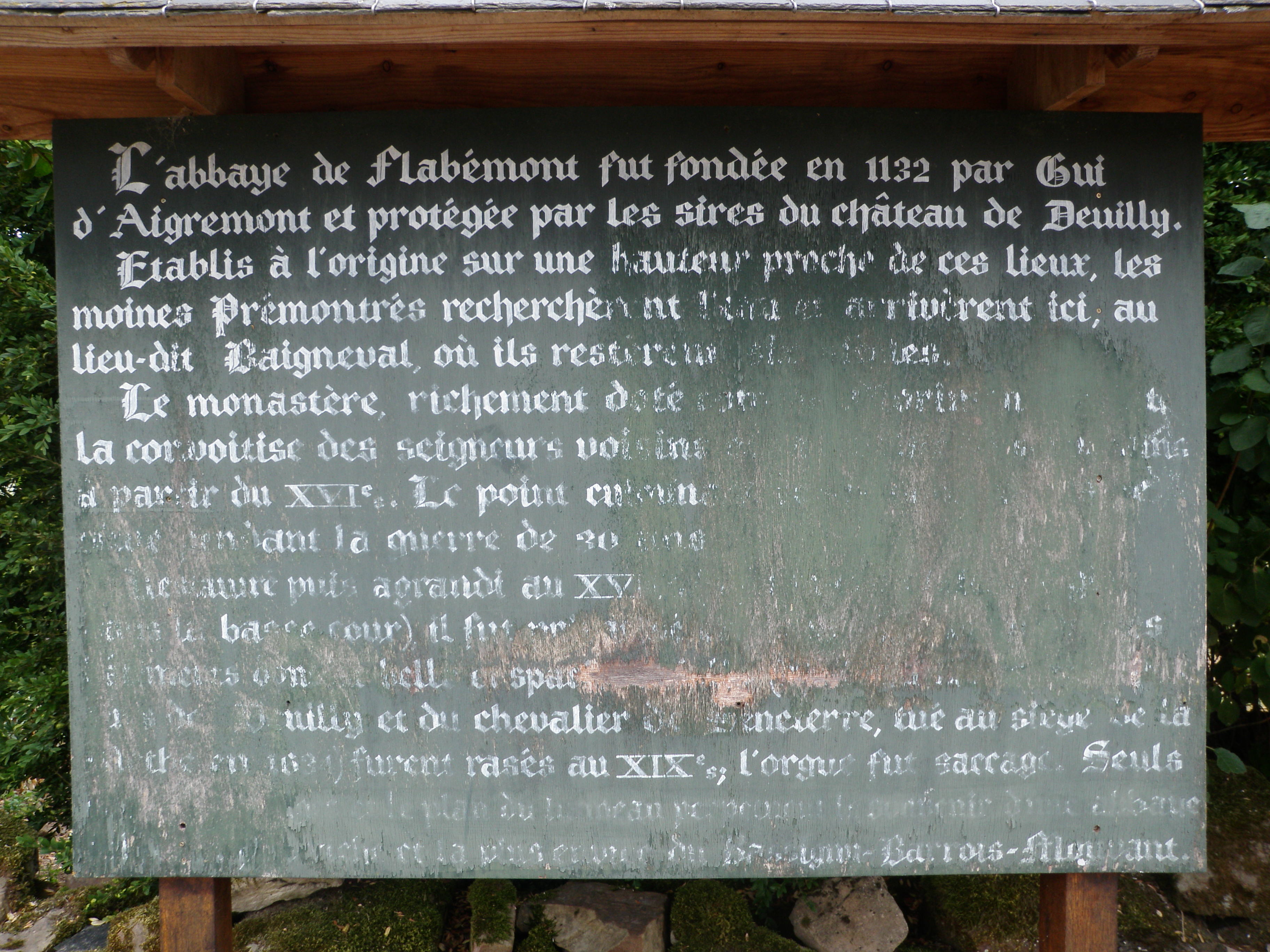
Panneau 1 : bref historique (état en 2015).
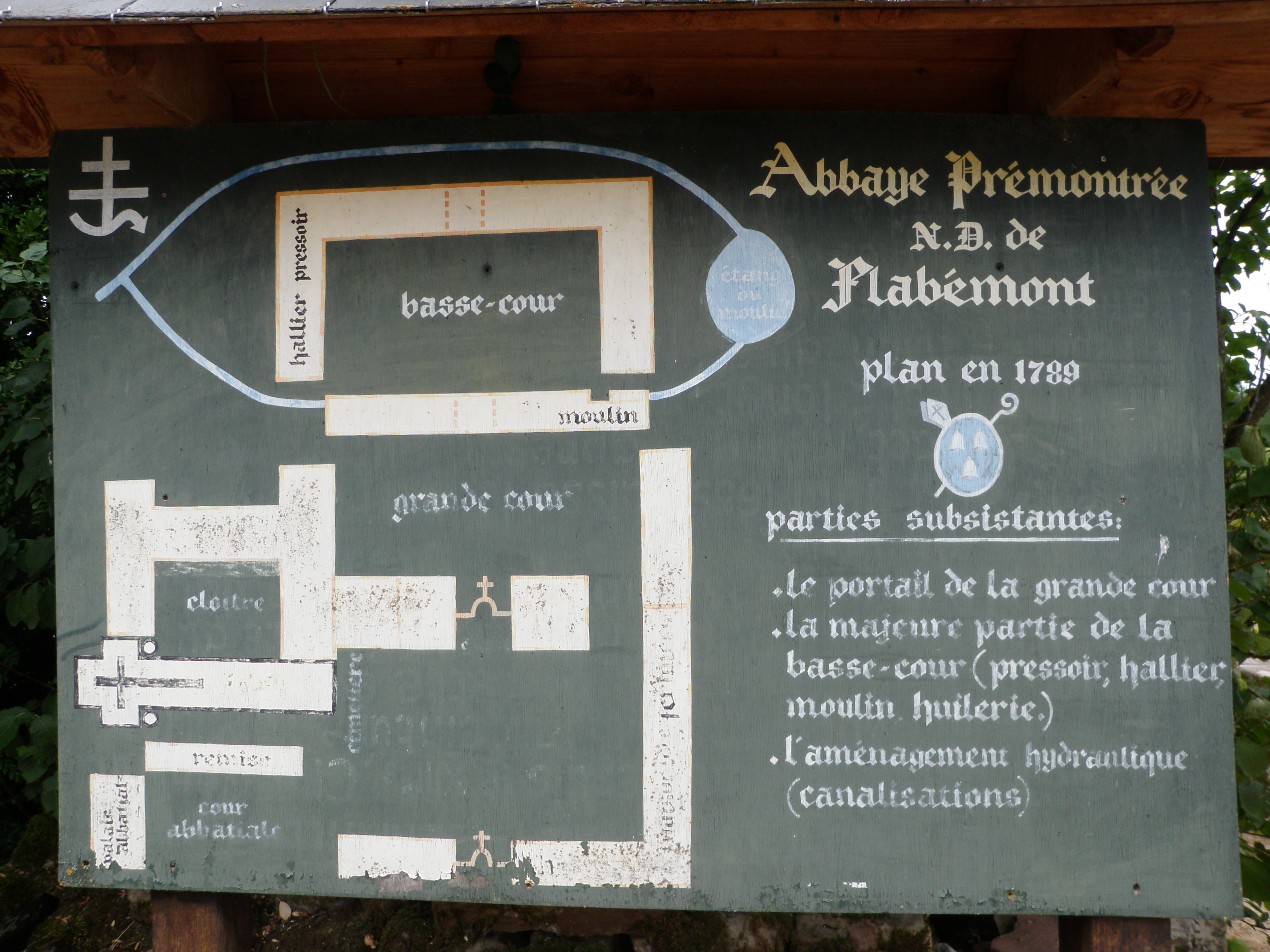
Panneau 2 : Plan de l'abbaye en 1789 (orientation sud).
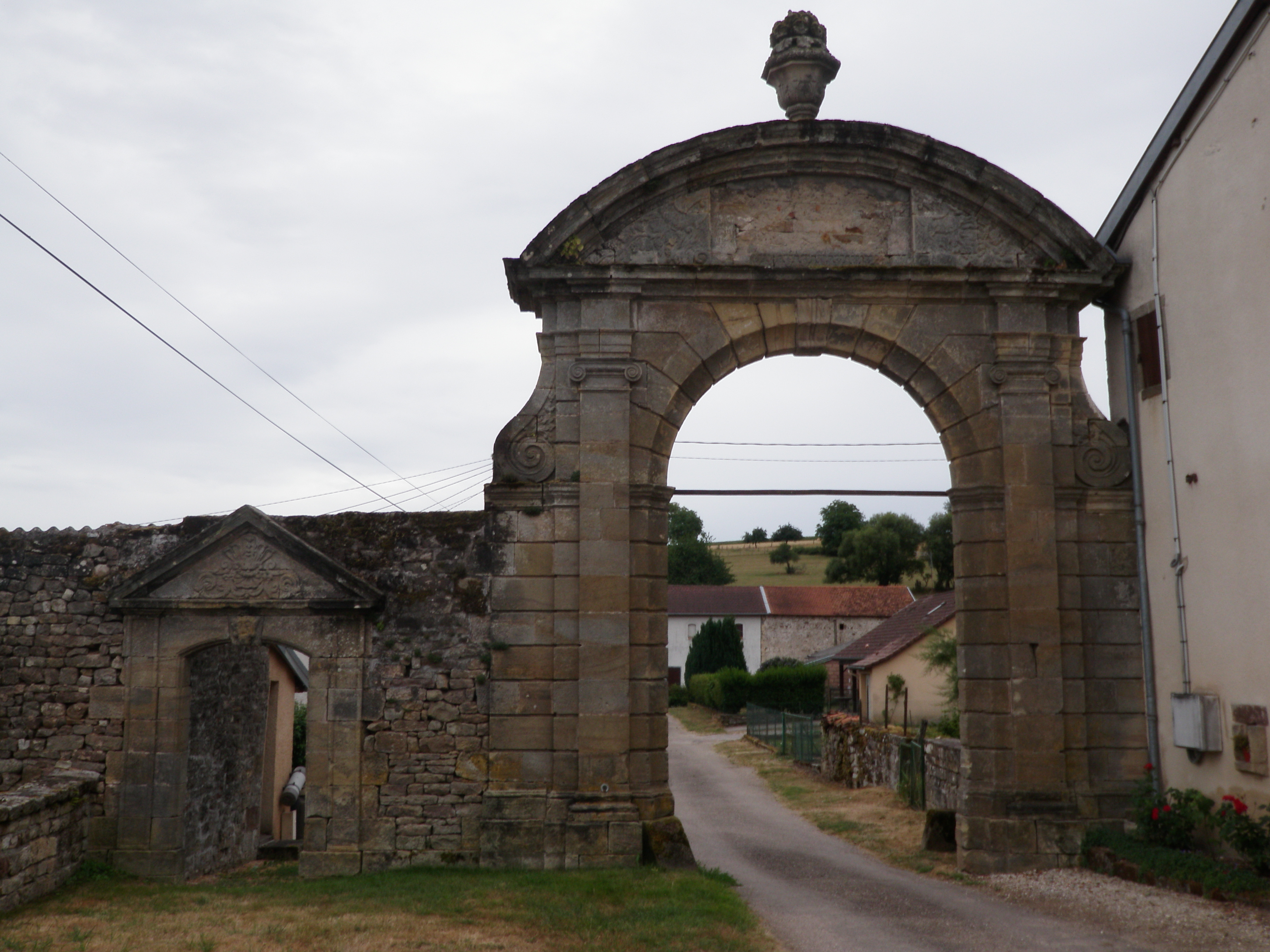
Portes de l'abbaye.
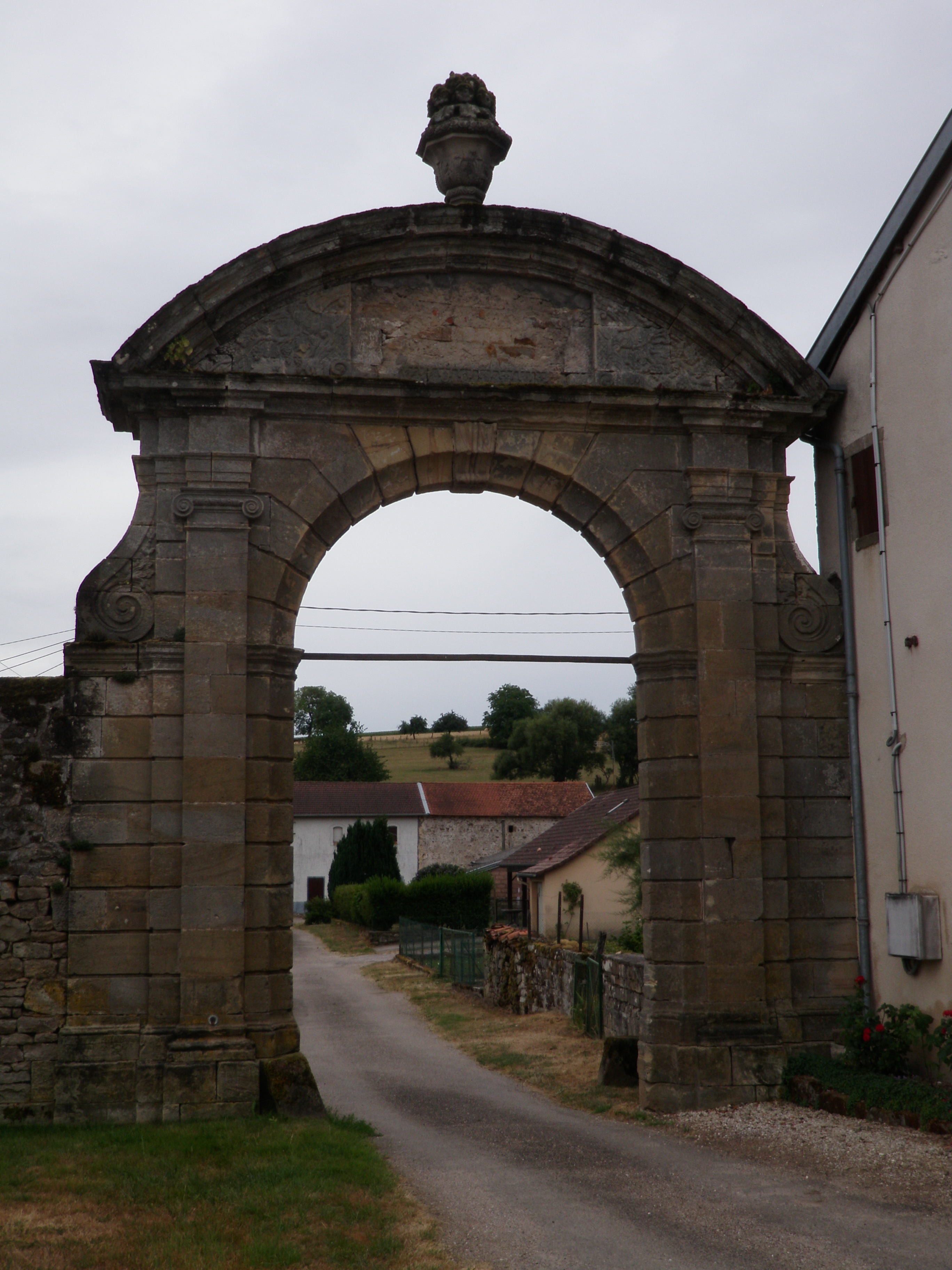
Grande porte.
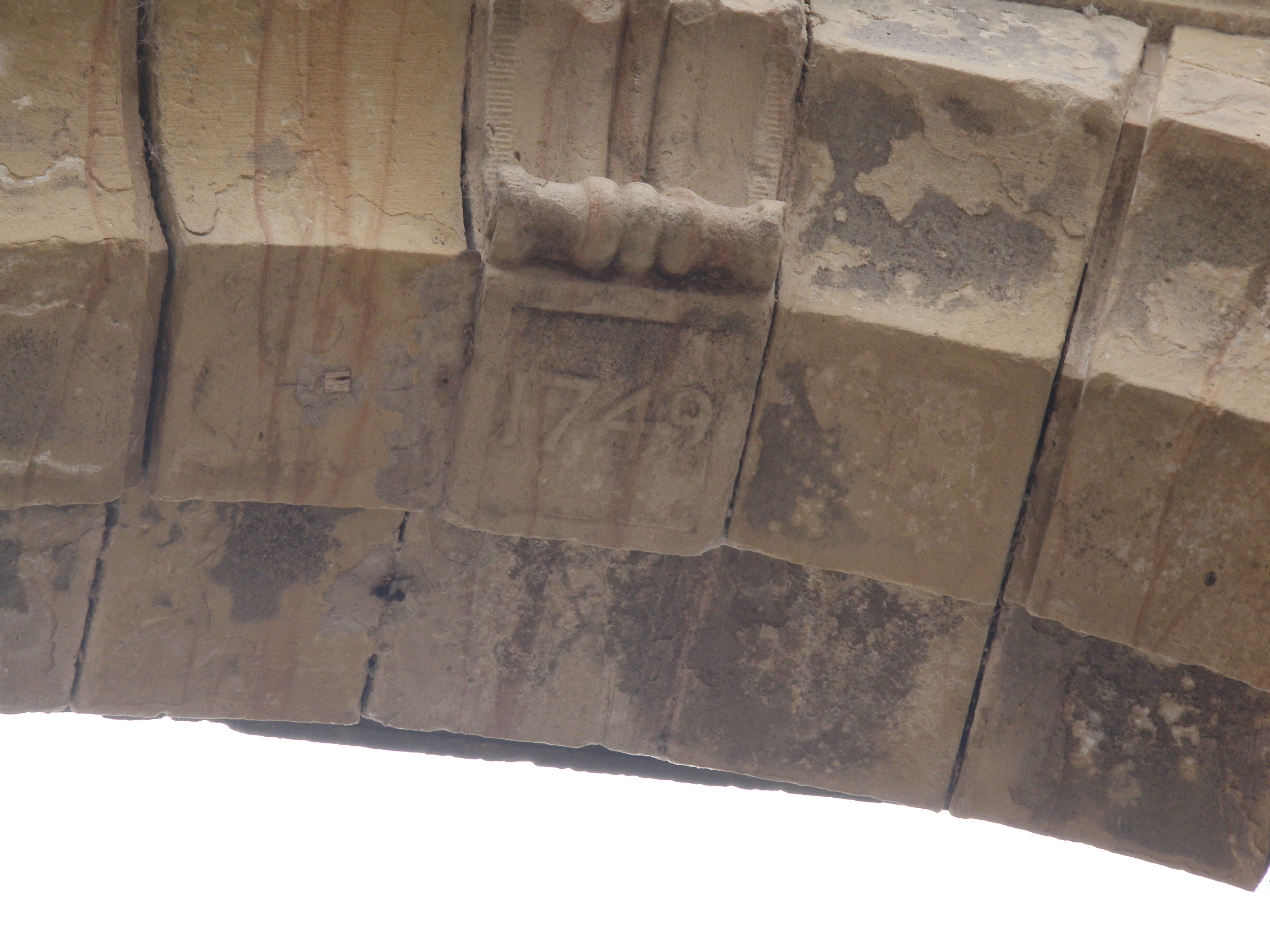
Date sous la clef de voûte de la Grande porte.
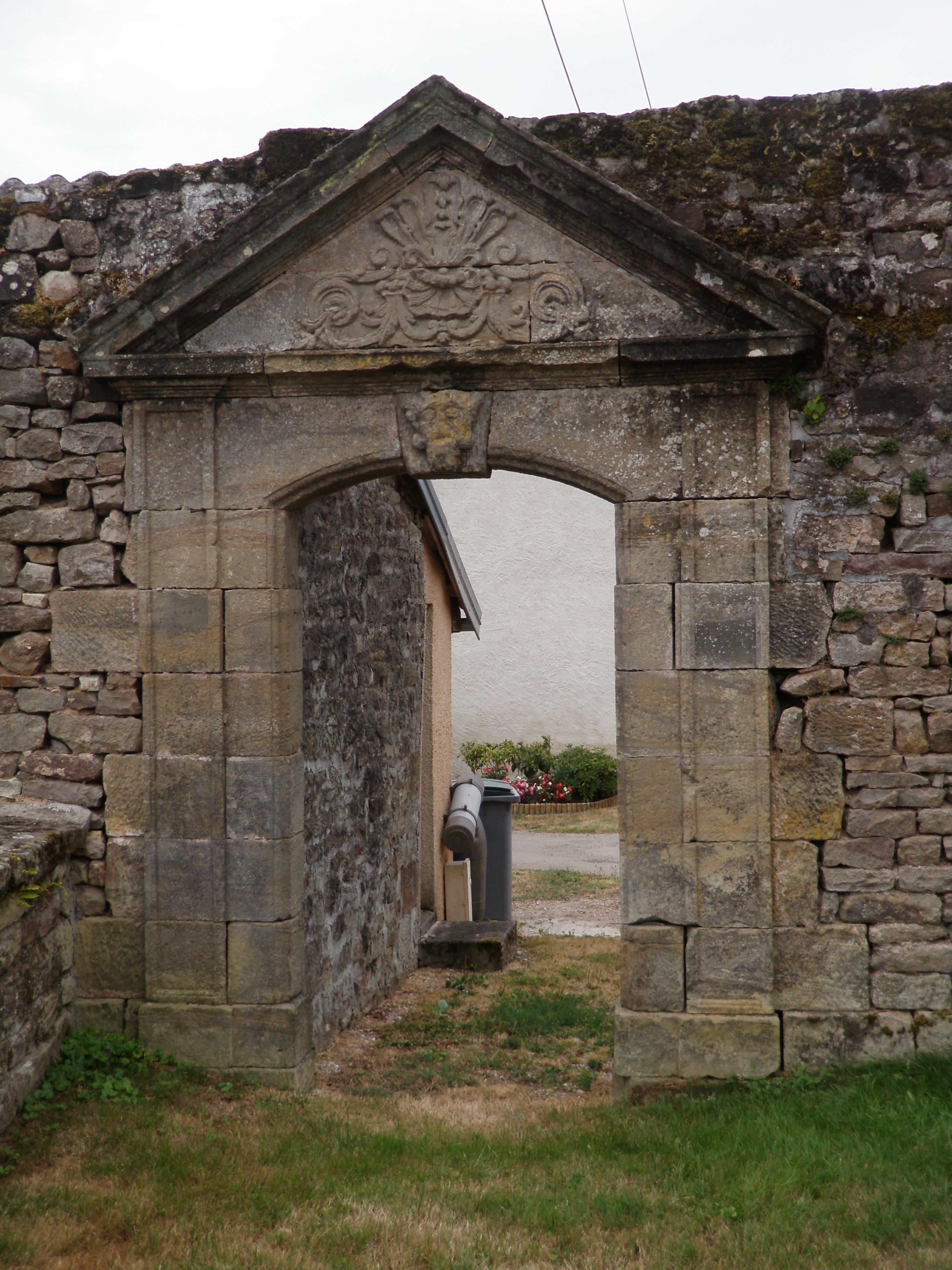
Petite porte.
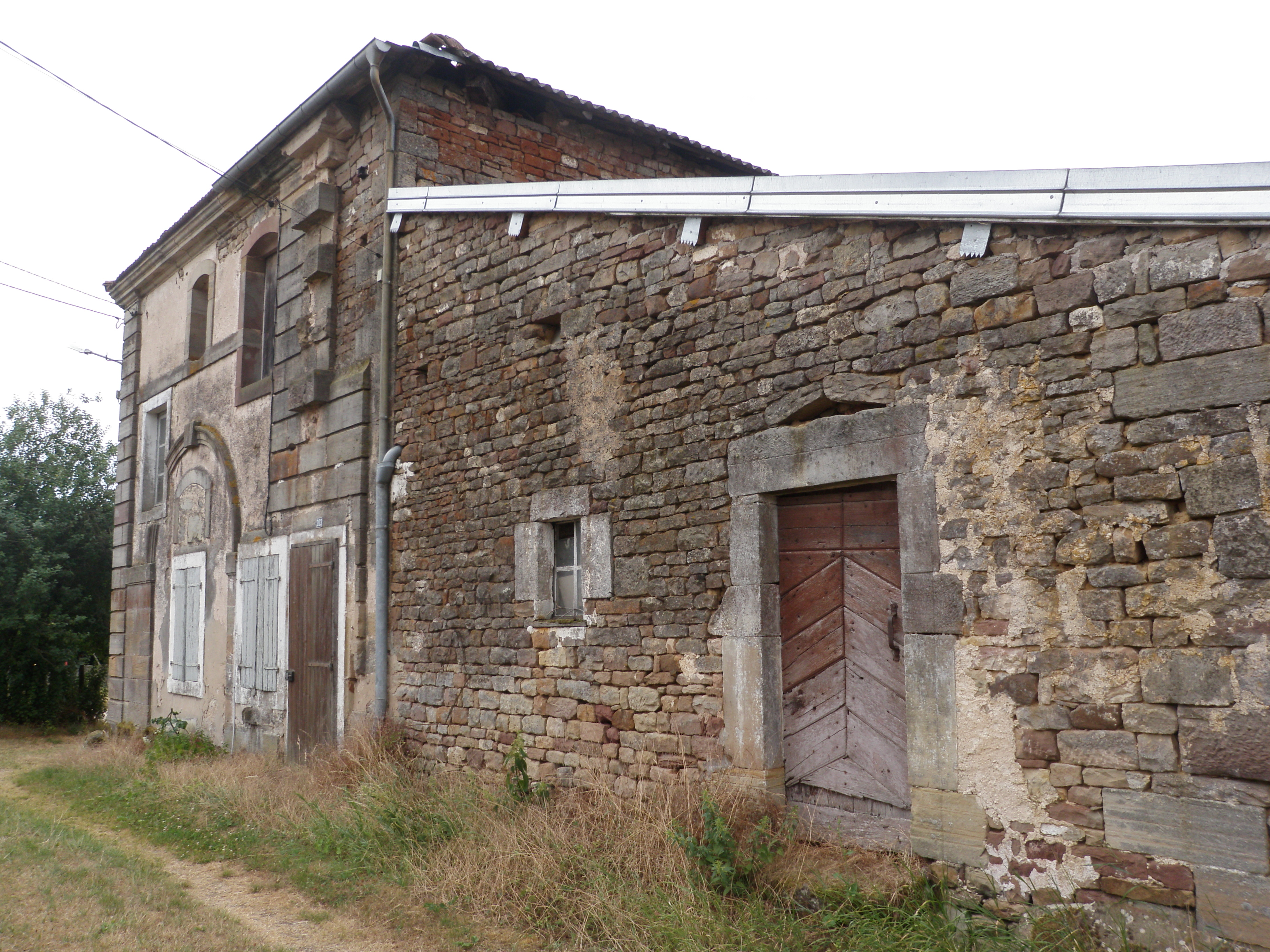
Bâtiment est de la basse-cour.
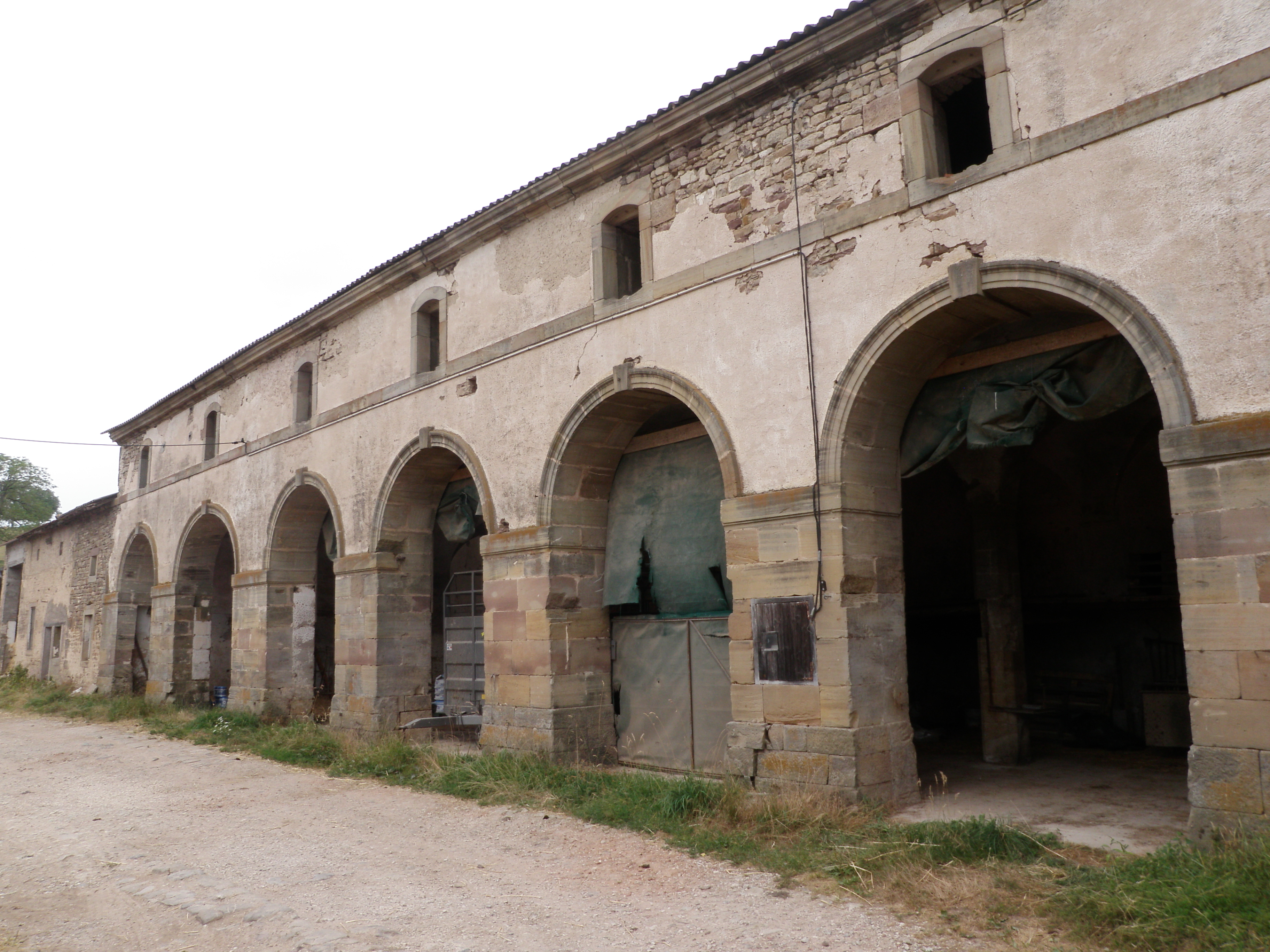
Bâtiment est de la basse-cour.
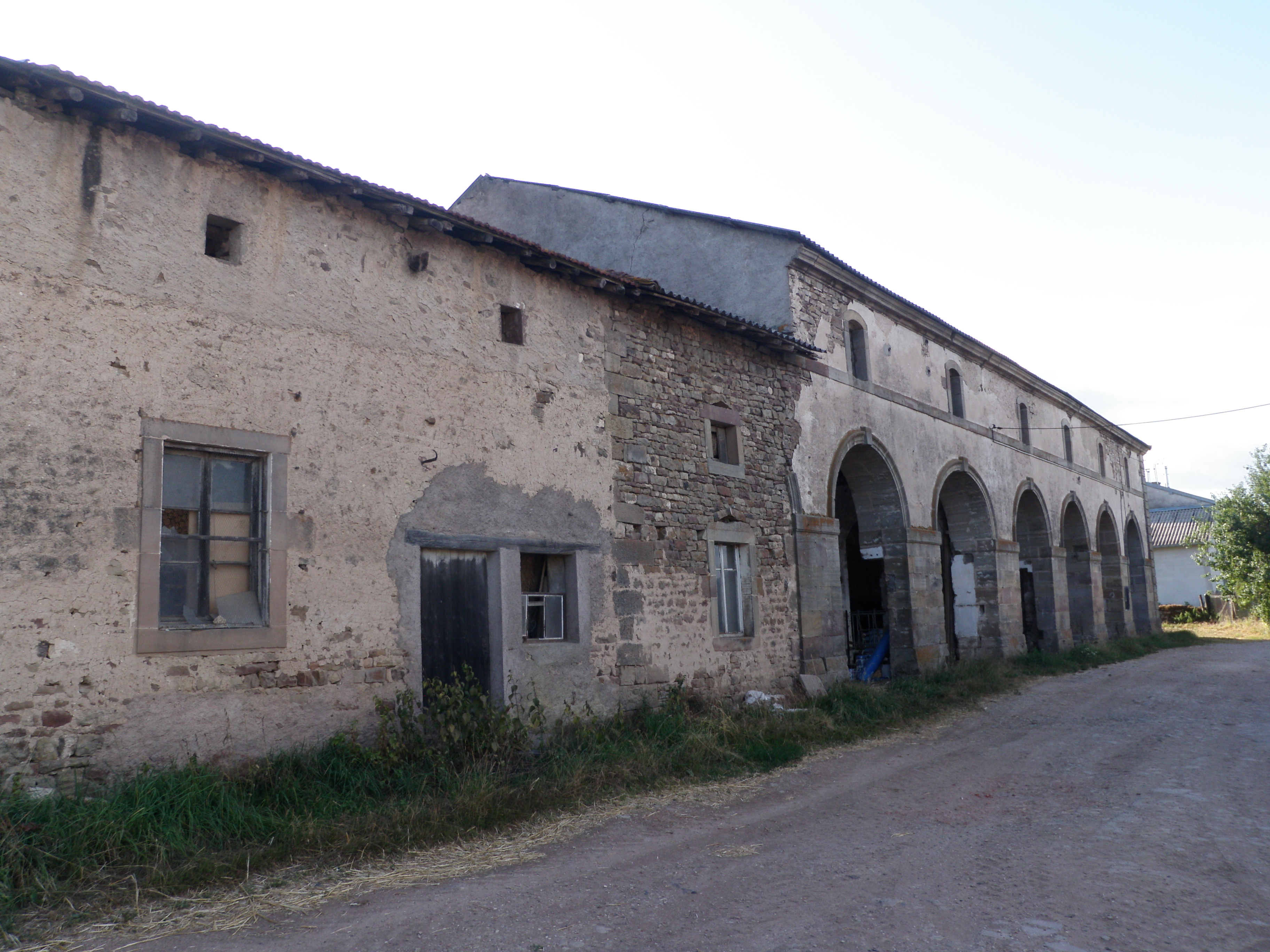
Bâtiments est de la basse-cour.
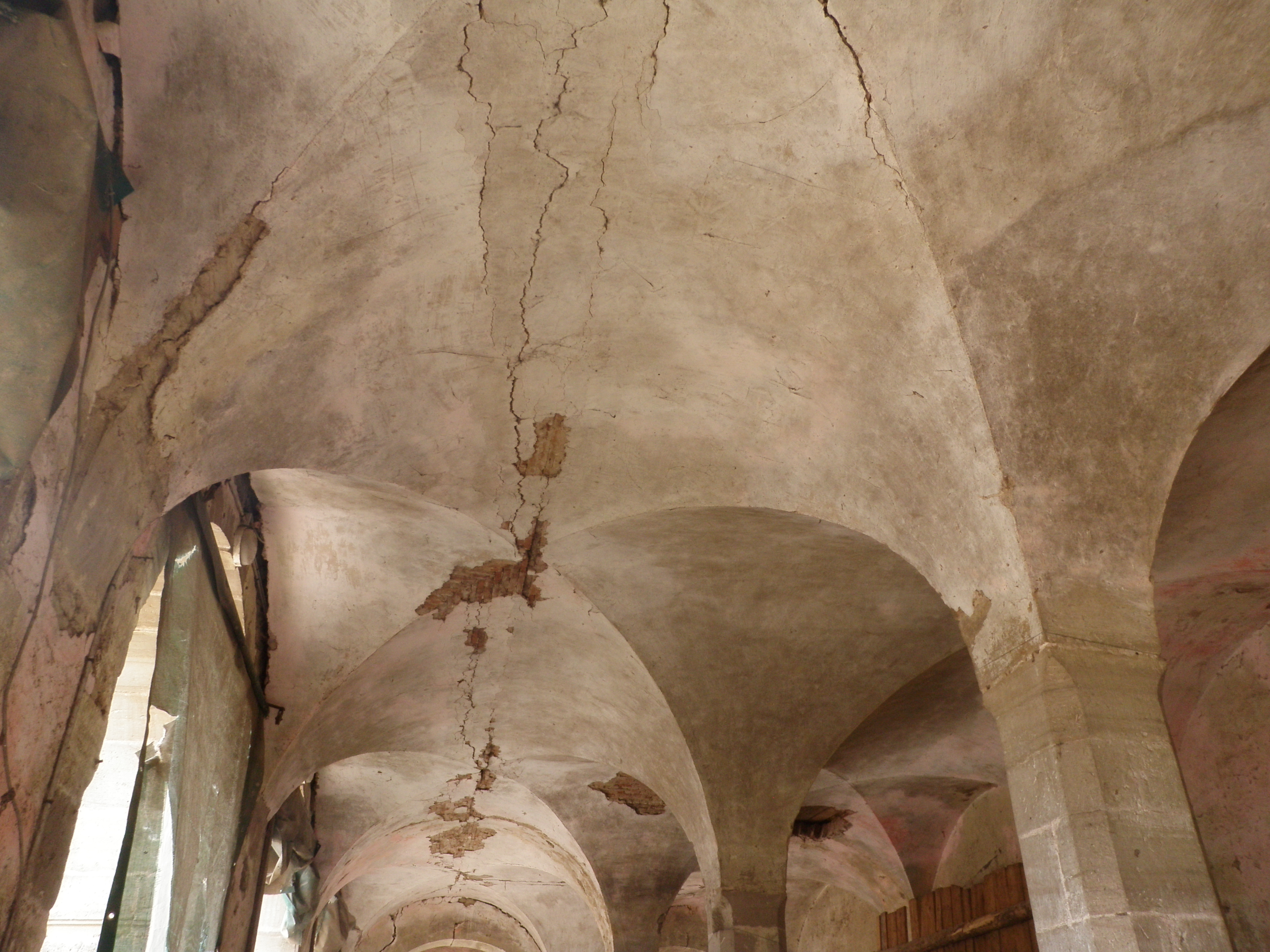
Voûtes d'arêtes dans le bâtiment est de la basse-cour.
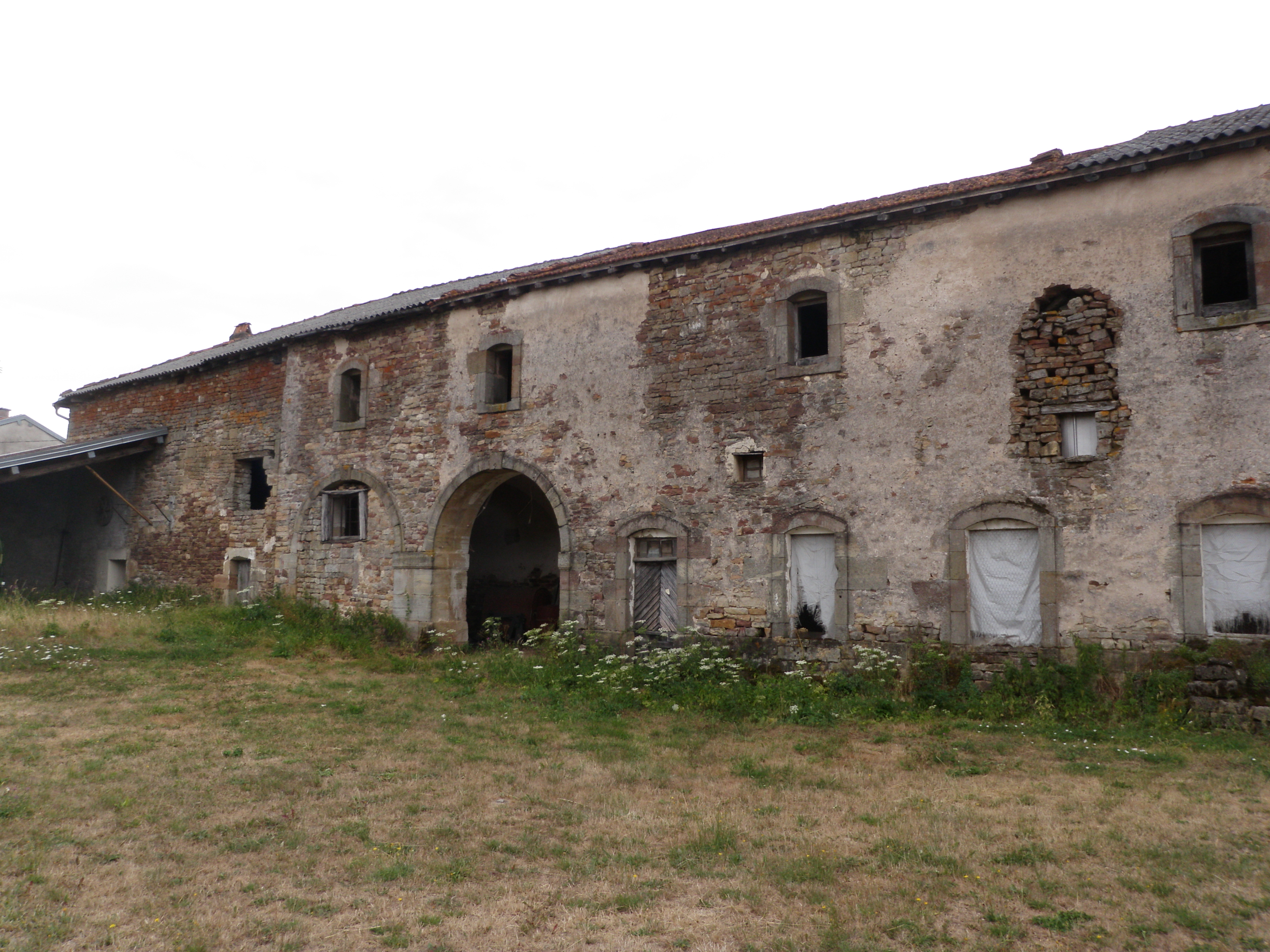
Bâtiments est de la basse-cour (côté cour).
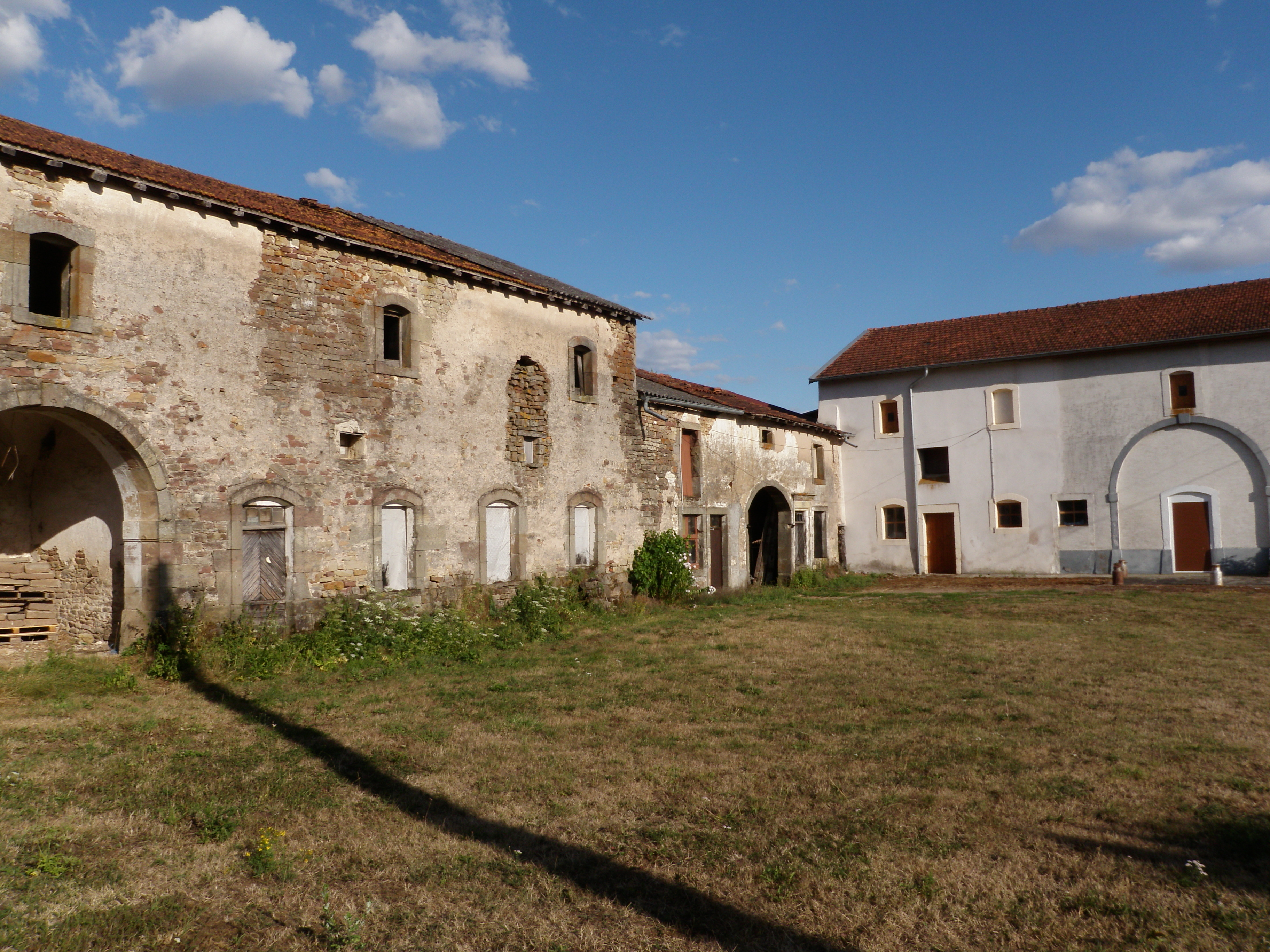
Bâtiments est et sud de la basse-cour (côté cour).
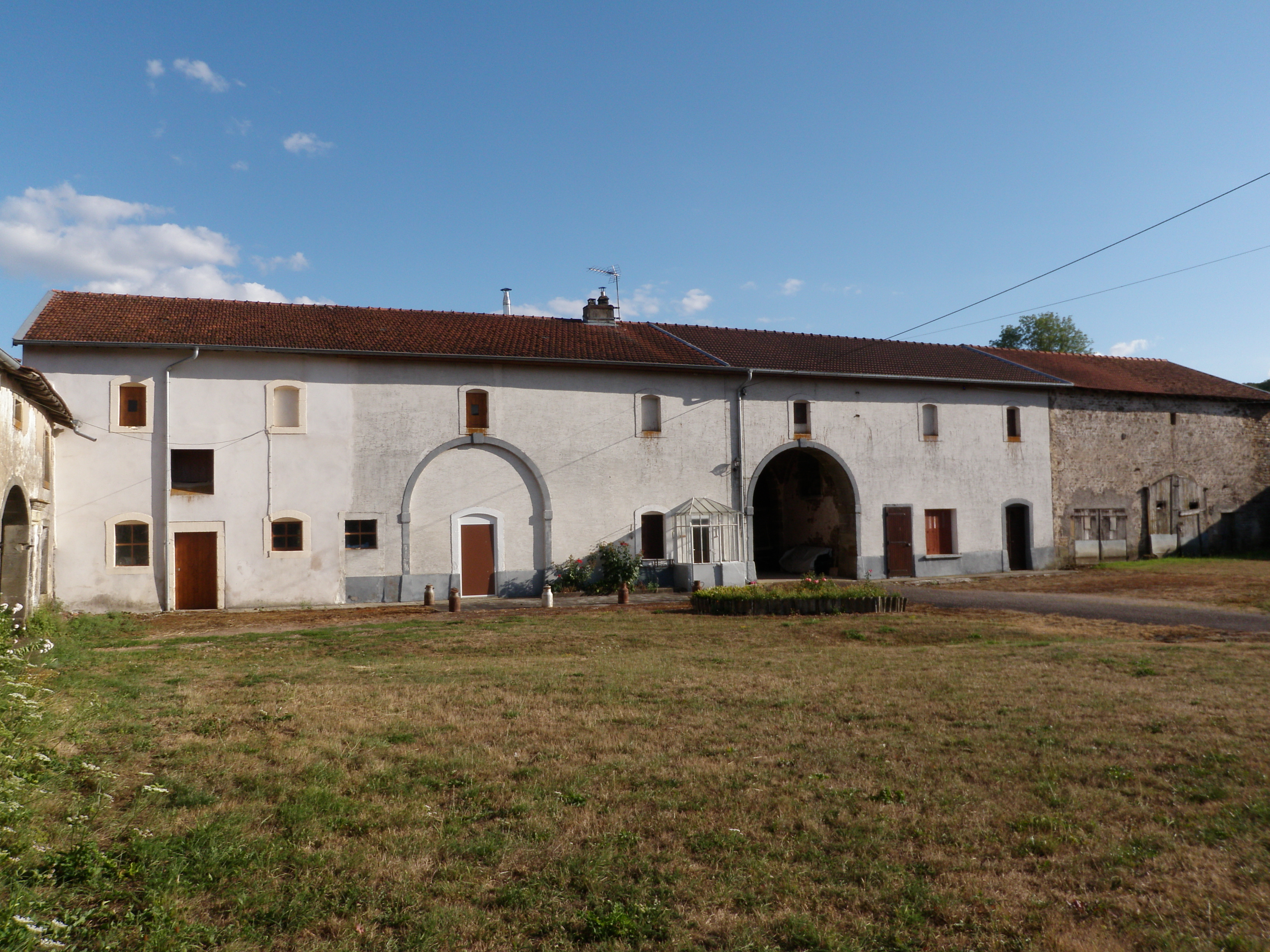
Bâtiments sud de la basse-cour (côté cour).
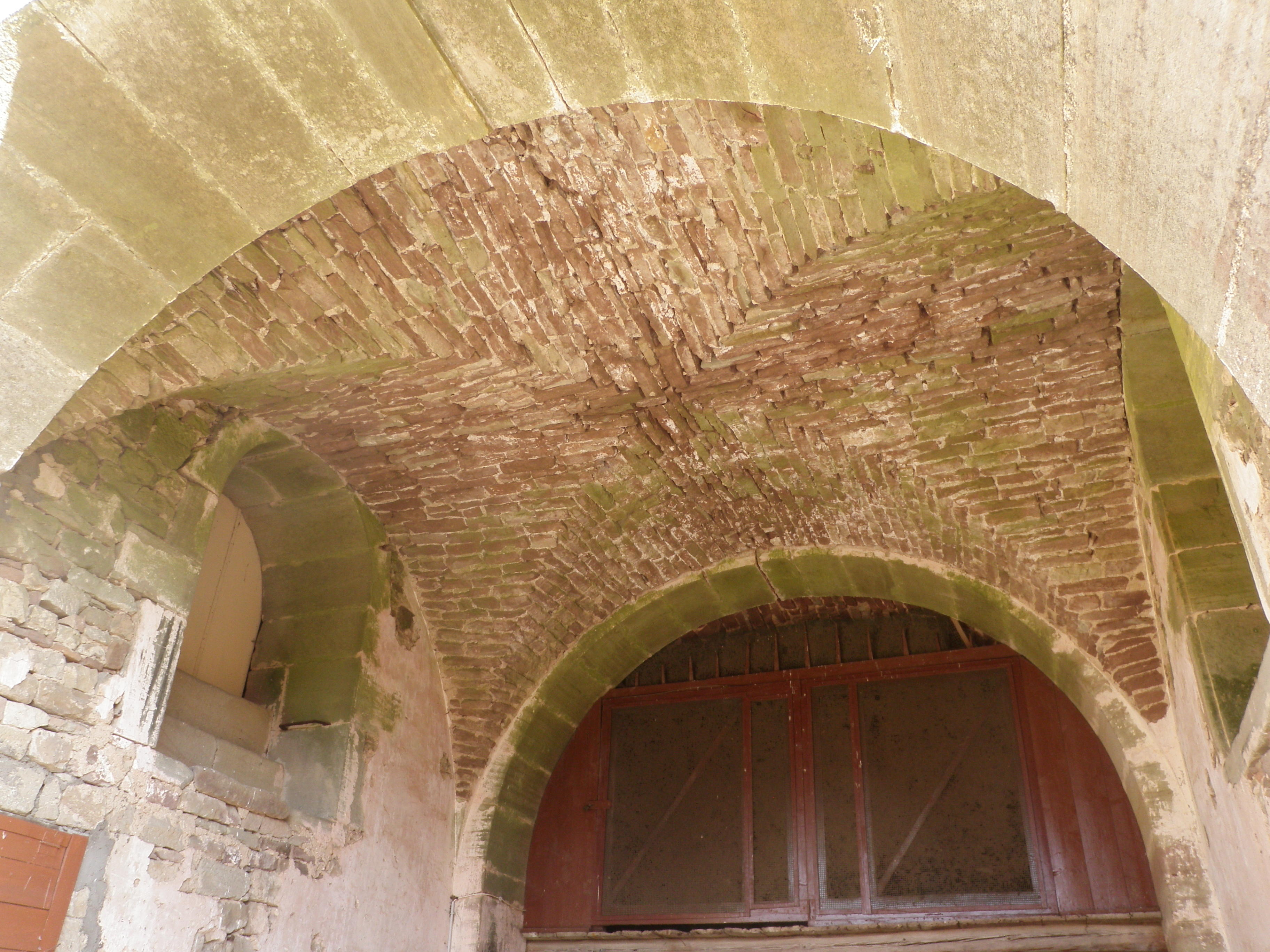
Bâtiments sud de la basse-cour (détail des voûtes intérieures).
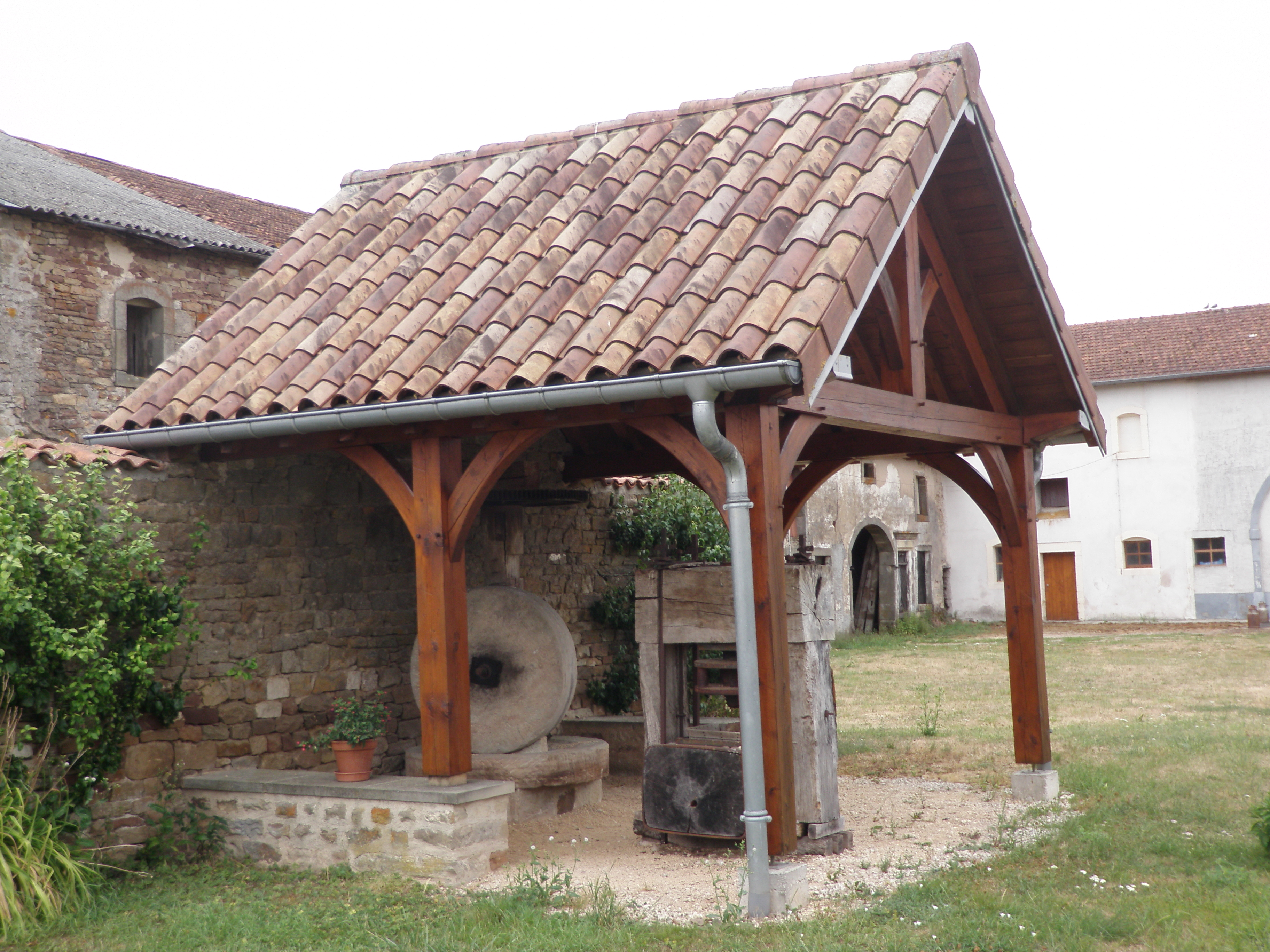
Moulin à huile.
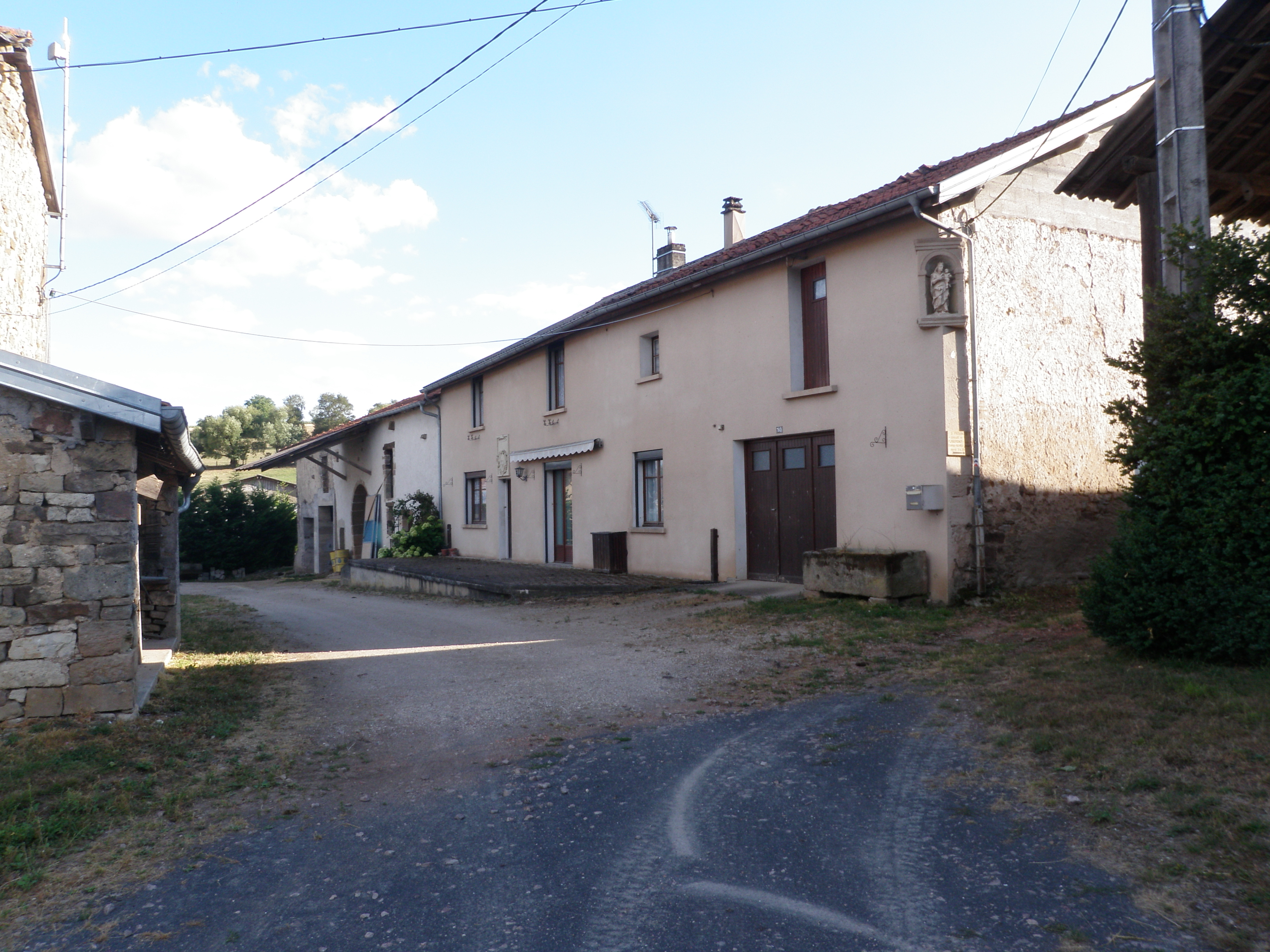
Fermes de l'abbaye, fortement remaniées aux XIXe et XXe siècles.
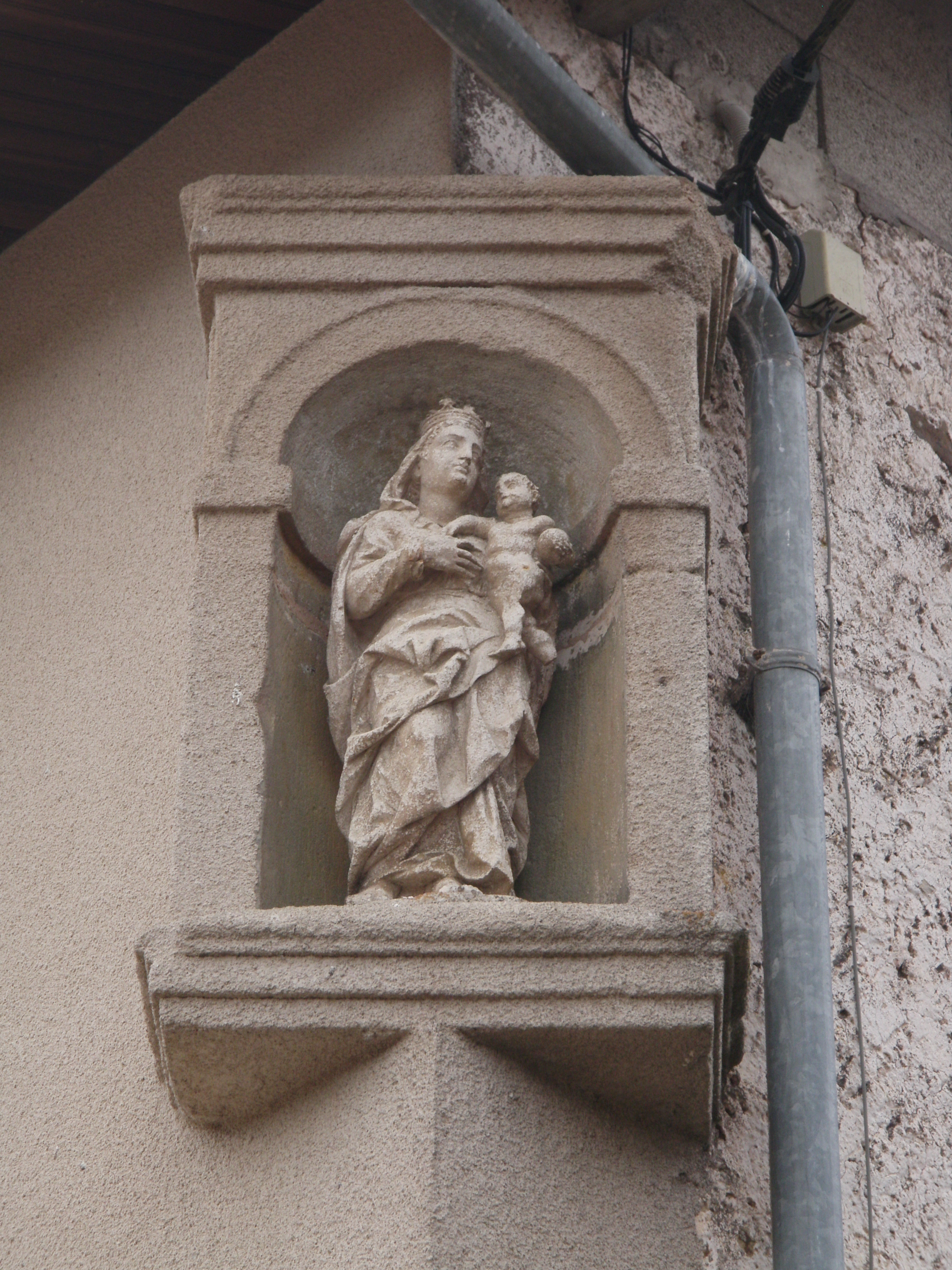
Vierge du XVIIe siècle.
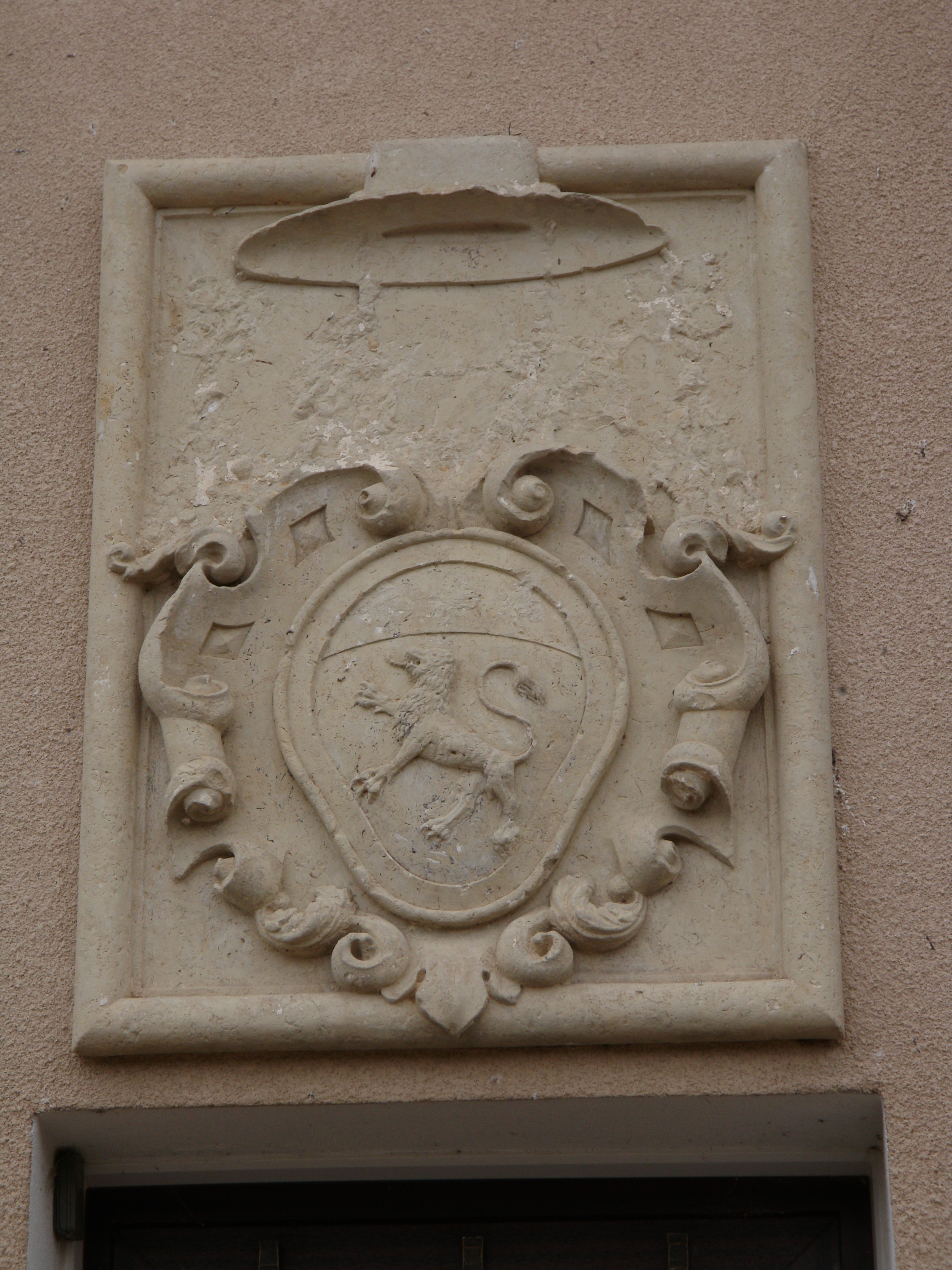
Blason.
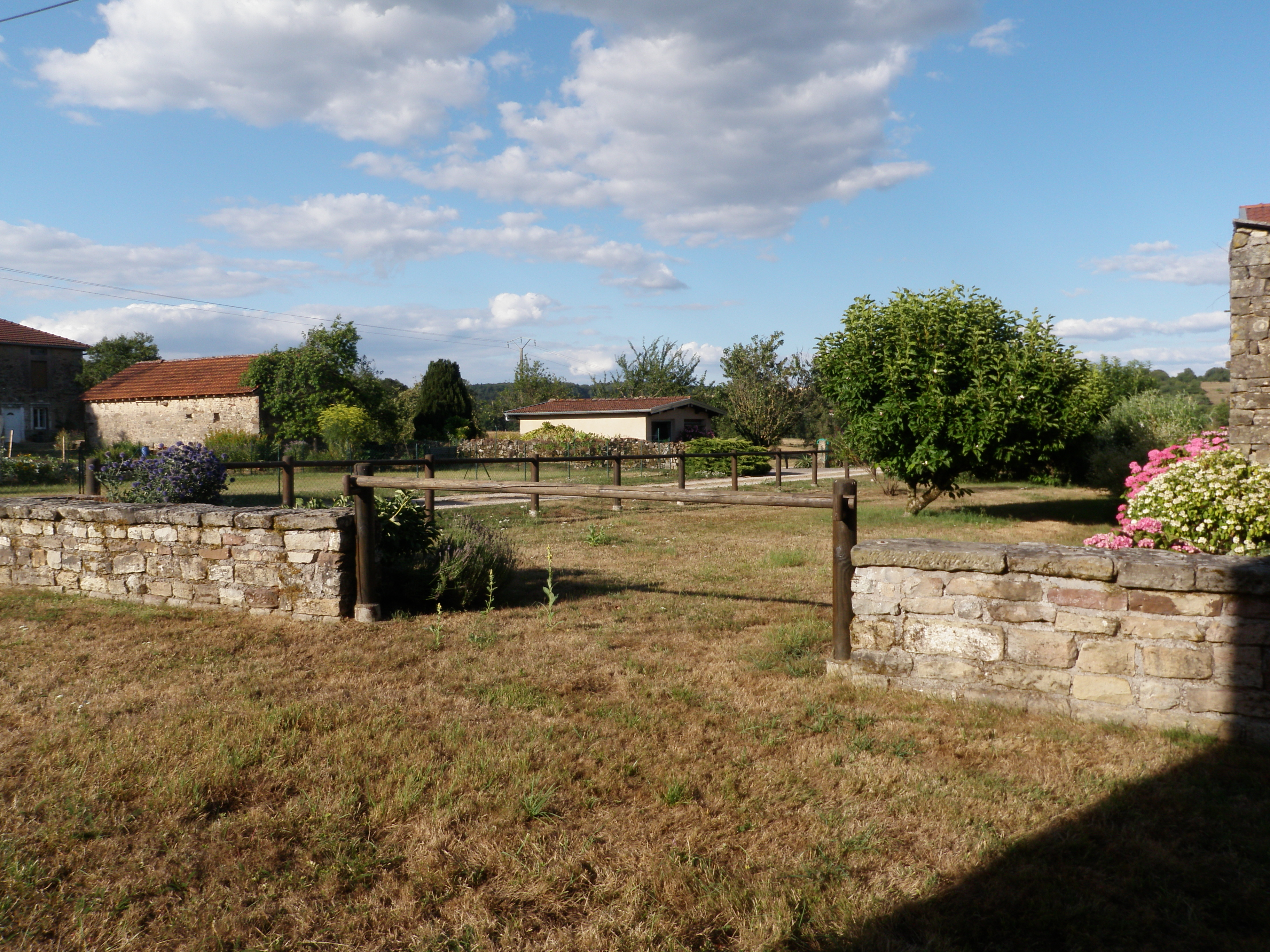
Cimetière des chanoines.
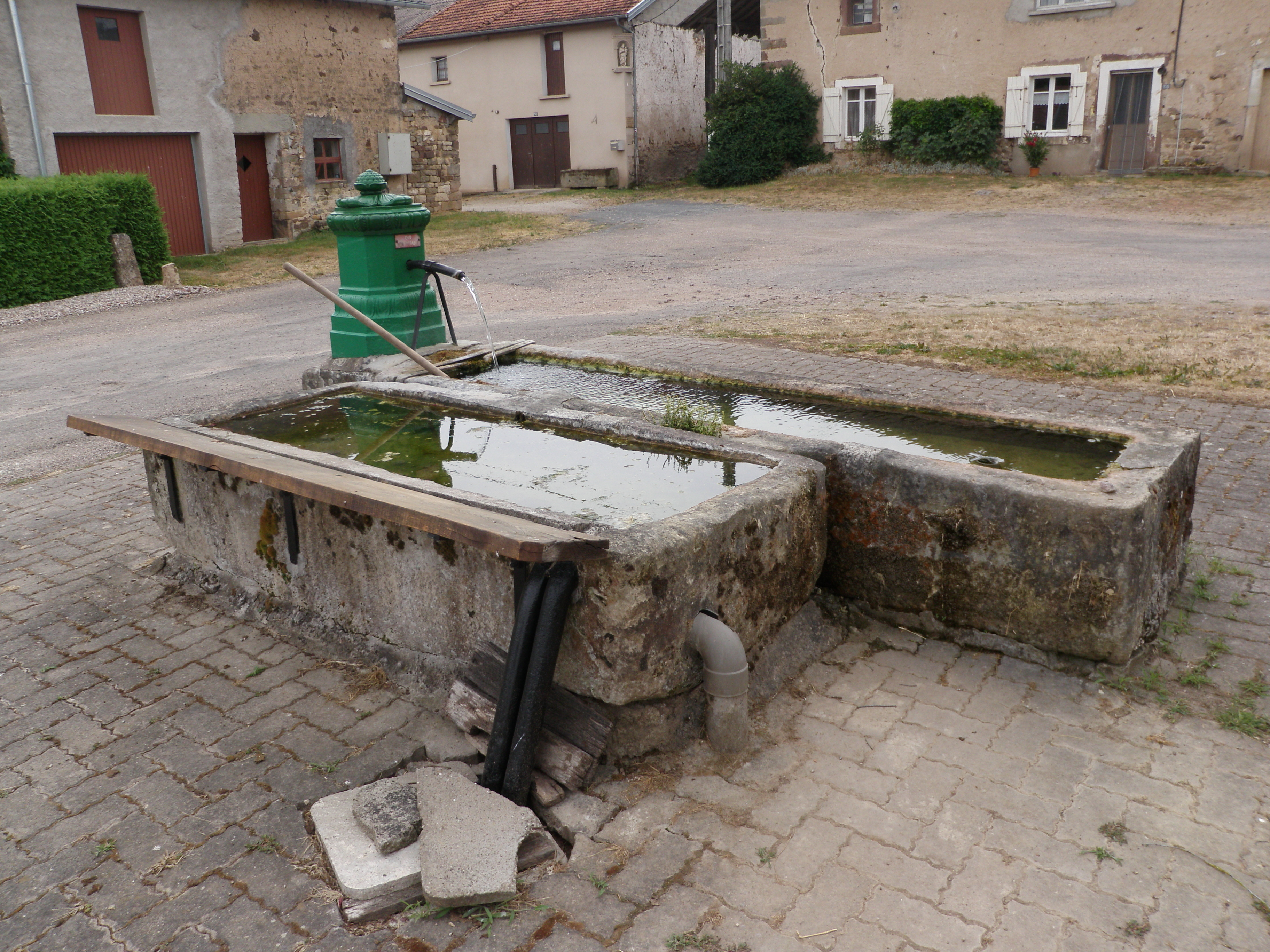
Fontaine.

## Liste des abbés
Les dates d'avant 1479 sont parfois approximatives
- 1140-1180 : Étienne (†5 juillet 1180)
- 1183-1201 : Hugue
- 1204-†avant 1211 : Gauthier
- 1214-1219 : Aubert
- 1224 : Conon
- 1232 : G
- 1238 : Nicolas
- 1249-1253 : Hugue (ou Huon)
- 1255-1256 : Jean
- 1259-avant 1262 : Hugue
- 1272-1273 : Nicole
- 1276 : Aubri
- 1289-1293 : Jean
- 1303-1324 : Gérard de Serocourt
- 1330-1342 : Richard de Maleraut
- 1345-1346 : Jean de Chatenoy
- 1346-1356 : Richard
- 1374-1383 : Hugue de Fouchécourt
- 1388-1399 : Joffroi de la Marche
- 1409-1435 : Simon de Marseroy (ou de Mazirot)
- 1435-1450 : Jean de Marey
- 1450-1468 : Didier de Grand[7]
- 1468 : Jean de Serocourt.
- 1473-1478 : Jean Baretti
- 1479-1527 : Antoine Miquel[8], de Monthureux-sur-Saône
- 1527-1554 : Jean Pasel (ou Paltetz)
- 1554-1590 : Anne de Châtelet
- 1590-1596 : Nicolas Roussel[9]
- 1596-1598 : René du Châtelet[10]
- 1598-1610 : Jacques Jourdeuil, curé de Serocourt
- 1612-1637 : François de Brunessaulx[11]
- 1638-1644 : Philippe de Landres
- 1644 : Sébastien Collignon
- 1644-1690 : Laurent Brisacier
- 1690-1706 : Jacques-Charles Brisacier (†1736)
- 1707-1728 : Nicolas Brisacier
- 1728-1740 : Charles Crolot
- 1740-1750 : Nicolas Brisacier
- 1750-1790 : N. Le Bègue de Nousard